# Rue Notre-Dame-des-Champs
Pour les articles homonymes, voir Notre-Dame-des-Champs.
La rue Notre-Dame-des-Champs est une rue du 6e arrondissement de Paris, qui commence rue de Vaugirard (face à la rue du Regard) et se termine avenue de l'Observatoire.

## Situation et accès
Longue d'un peu plus d'un kilomètre, cette voie traverse le 6e arrondissement de Paris, d'ouest en est, de la rue de Rennes à l'avenue de l'Observatoire. Son tracé conserve la sinuosité du chemin agricole qu'elle était.
La rue est desservie, au nord, par la ligne de métro 12 à la station Notre-Dame-des-Champs.

## Origine du nom
Cette rue tire son nom de l'ancienne chapelle Notre-Dame-des-Champs, devenue en 1604 le couvent des Carmélites du faubourg Saint-Jacques.

## Historique

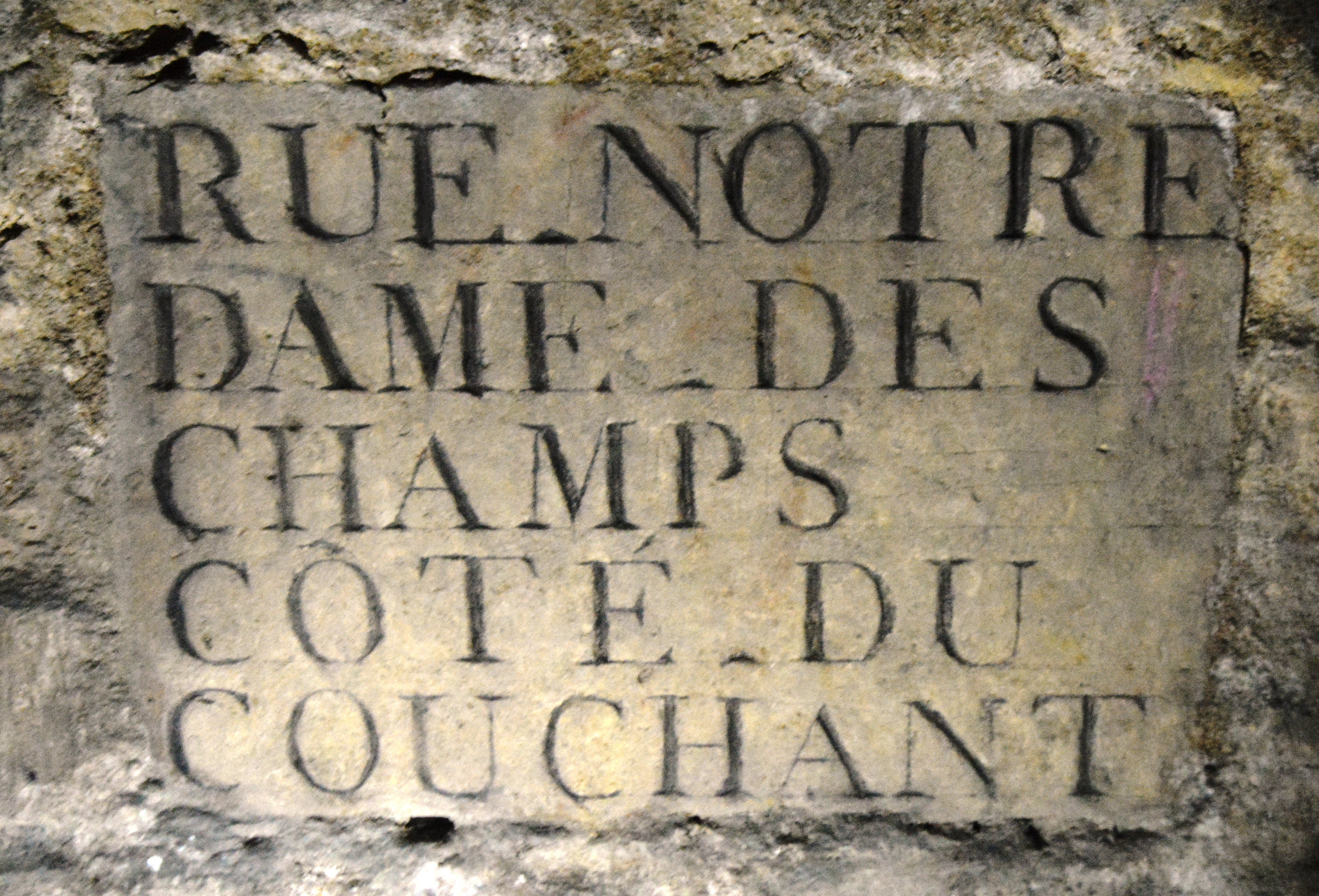
Plaque de la rue Notre-Dame-des-Champs se trouvant en carrière.

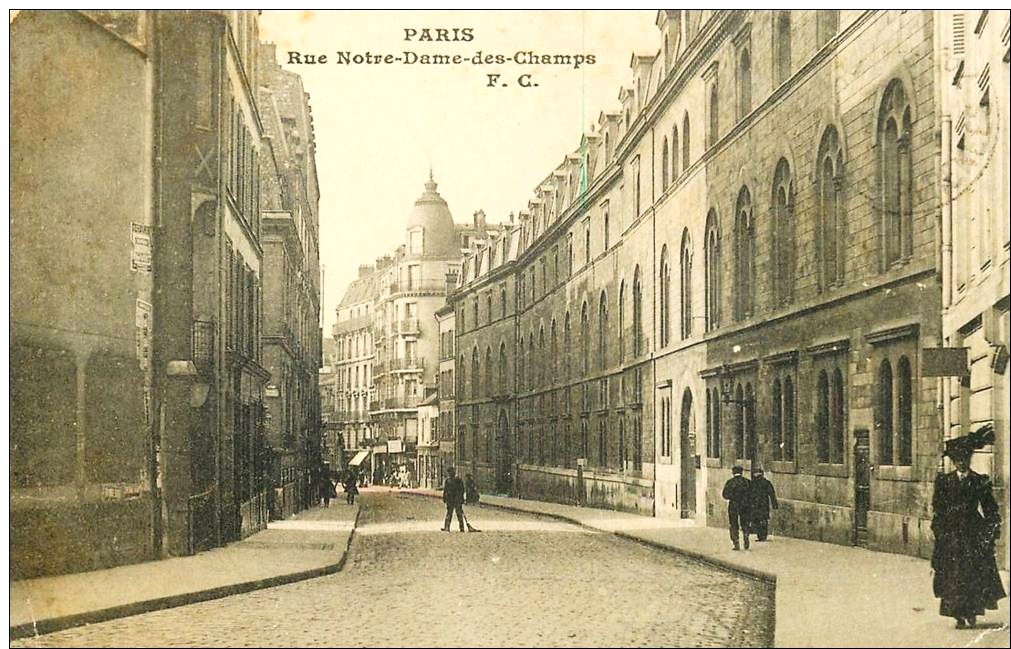
La rue Notre-Dame-des-Champs vers le carrefour avec la rue Vavin au début du XX.

La rue qui menait à la chapelle Notre-Dame-des-Champs (Beata Maria a Campis), depuis la rue de Vaugirard, était appelée le « chemin herbu », et longeait à peu près les jardins dits « du petit Luxembourg » et du couvent des Chartreux de Paris (aujourd'hui jardin du Luxembourg). On y accédait par la rue du Faubourg Saint-Jacques. Cette chapelle se trouvait presque en face du Val-de-Grâce, à l'emplacement des nos 13-15 de l'actuelle rue Pierre-Nicole, dans le 5e arrondissement. Cet édifice religieux, appelé alors « Notre-Dame-des-Vignes » remontant probablement à l'époque mérovingienne, fut confié au Xe siècle à des moines de l'abbaye de Marmoutier  pour le desservir. Robert le Pieux fit reconstruire l'église et les moines s'y établirent définitivement en 1084, où ils fondèrent un prieuré, à la suite du don qui leur fut fait par Adam Paganus et Guy Lombard. Le monastère fut reconstruit au XIIe siècle et subsista jusqu'au début du XVIIe siècle. Le cartulaire de ce prieuré a disparu.
En 1604, il fut confié à la première communauté de carmélites fondée en France, sous le nom de « Carmel de l'Incarnation ». Cette communauté y demeura jusqu'à la Révolution française, époque où les bâtiments furent démolis.
Quand mademoiselle de La Vallière entra en 1675  chez ces religieuses pour s'y appeler « sœur Louise », la rue prit ou reprit le nom de l'ancien prieuré, après n'avoir été pendant deux siècles qu'un chemin dit « Herbu », puis « rue du Barc ». Jaillot, historien et géographe du XVIIIe siècle, émet l'hypothèse que la voie porta ce nom parce qu'elle était reliée par un tronçon dès alors disparu à la rue du Bac, qui porta également un temps le nom de « rue du Barc ». 
Cette rue passant au milieu des champs et des vignes situés au nord du Montparnasse figure sur le plan de Nicolas de Fer (1705) ; seuls sont lotis et construits les premiers numéros de la rue, c'est-à-dire du côté de la rue de Vaugirard (actuellement entre la rue de Rennes et la rue de Fleurus).
À l'entrée de la rue en effet, les Filles de la Mort s'établirent les premières, avec une chapelle sous l'invocation de sainte Thècle. À cette congrégation succéda la Communauté de mademoiselle Cossard, dite des « Filles du Saint-Esprit ». La fondatrice de cette institution avait prévu qu'en cas de suppression l'Hôpital-Général devint propriétaire de ses bâtiments, ce qui advint en 1707. Les frères des écoles chrétiennes y installèrent leur noviciat, la « maison de l'Enfant-Jésus », qui subsista jusqu'à la Révolution. Des bâtiments, plus rien ne reste depuis le percement de la rue de Rennes[réf. nécessaire].
Sous la Révolution, la rue portait le nom de « rue de la Montagne des Champs », afin de faire disparaître la mention religieuse tout en conservant la référence.
Au cours du XVIIe siècle furent édifiés plusieurs hôtels particuliers, proches de la ville mais situés en bordure de campagne. Plusieurs d'entre eux ont disparu : hôtel Traversaire (nos 42-46) détruit en 1850, hôtel Fleury (nos 48 à 58), détruit en 1847. Quelques-uns ont été conservés : hôtel Pons (nos 16-20), hôtel de Montmorency-Laval (no 17), hôtel de Mailly (no 20 bis), hôtel Dulau (no 22).
Lors de la création d'une nouvelle paroisse, du fait de l'extension démographique du quartier, une chapelle située rue de Rennes prit le nom de « Notre-Dame-des-Champs ». Elle fut démolie après la construction d'une église du même nom, rue du Montparnasse, en 1867.

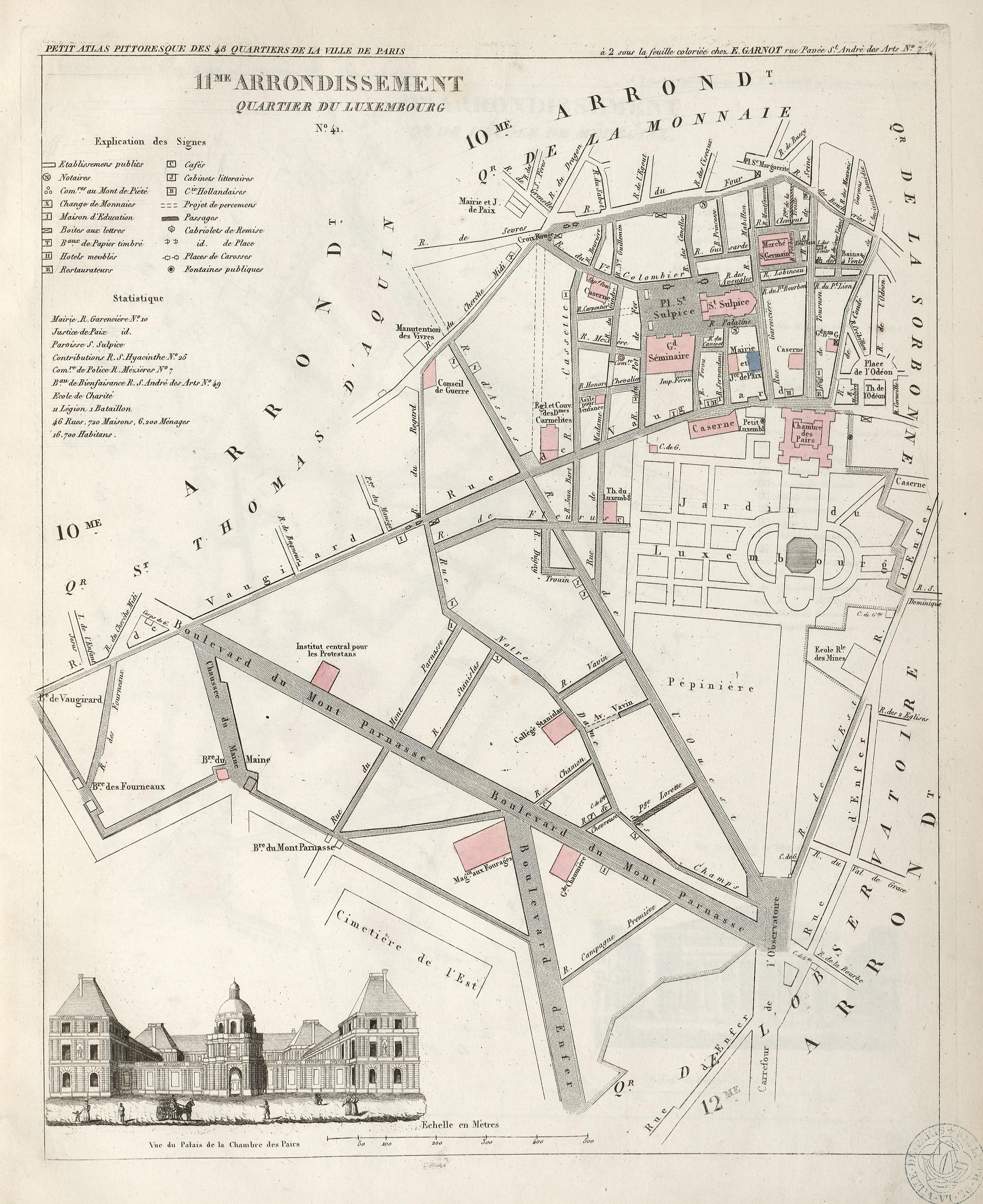
La rue dans la première moitié du XIXe siècle, Petit atlas pittoresque.
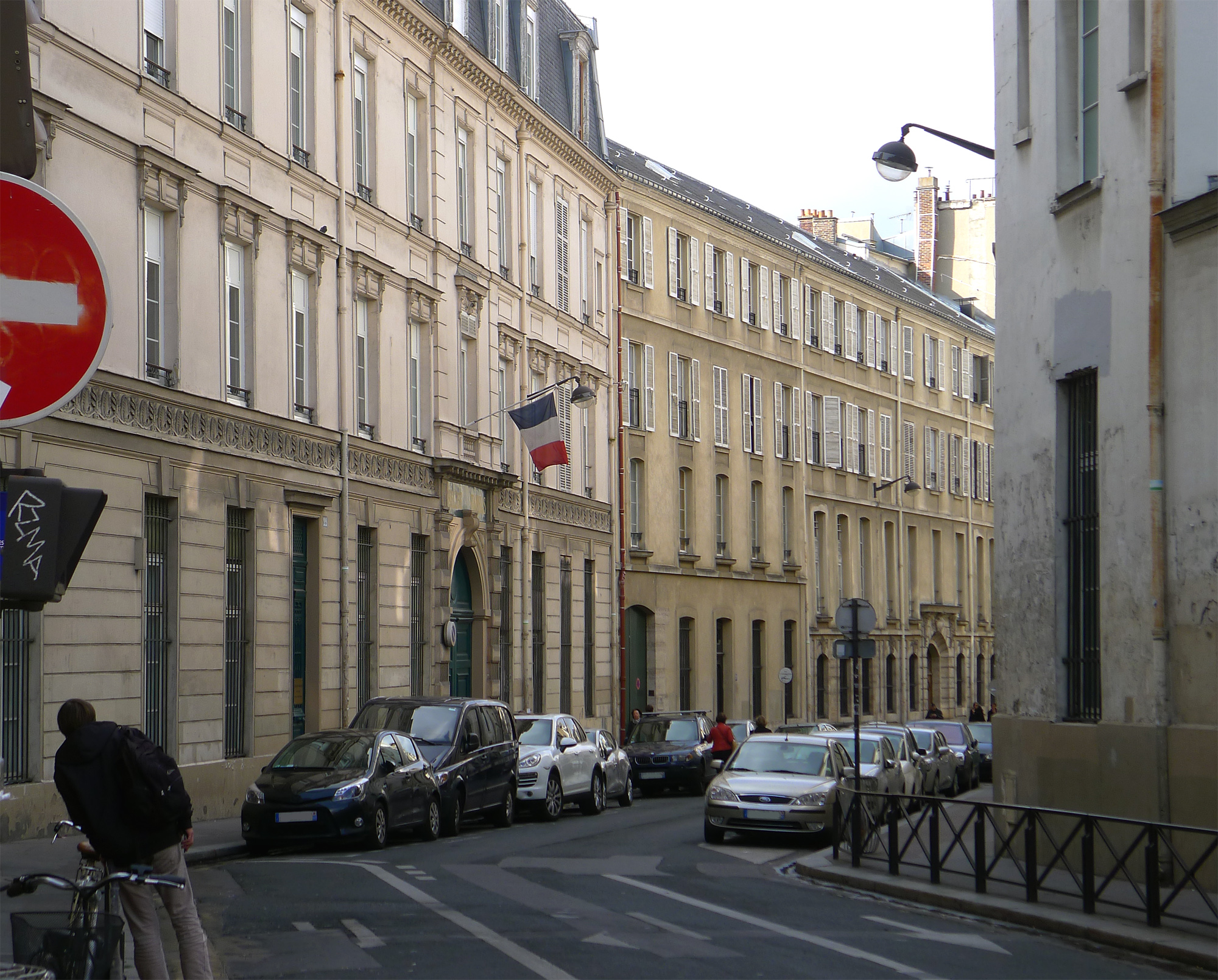
Aspect typique de cette rue (nos 20, 20 bis et 22).
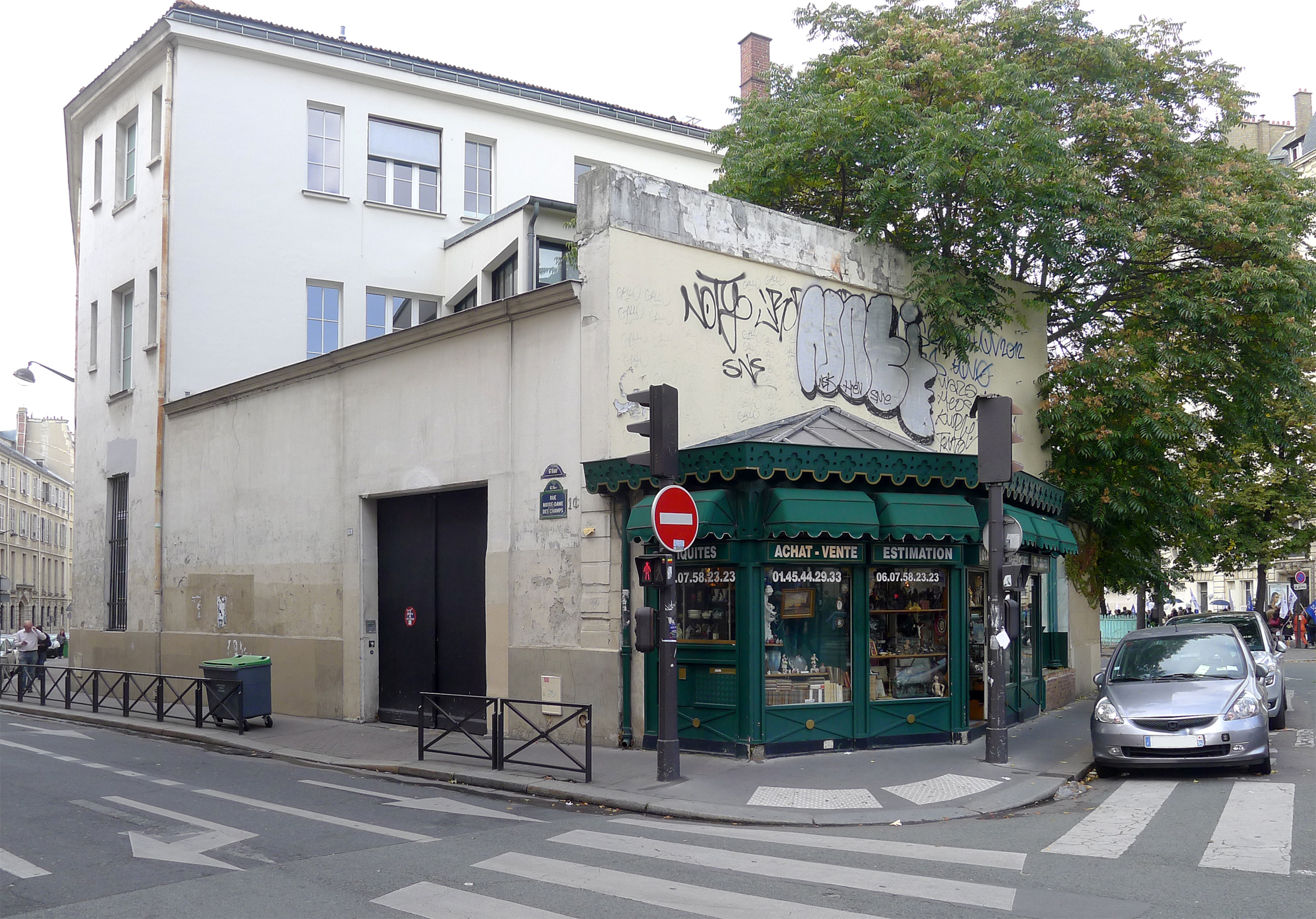
Boutique début XXe siècle, au croisement avec la rue du Montparnasse.
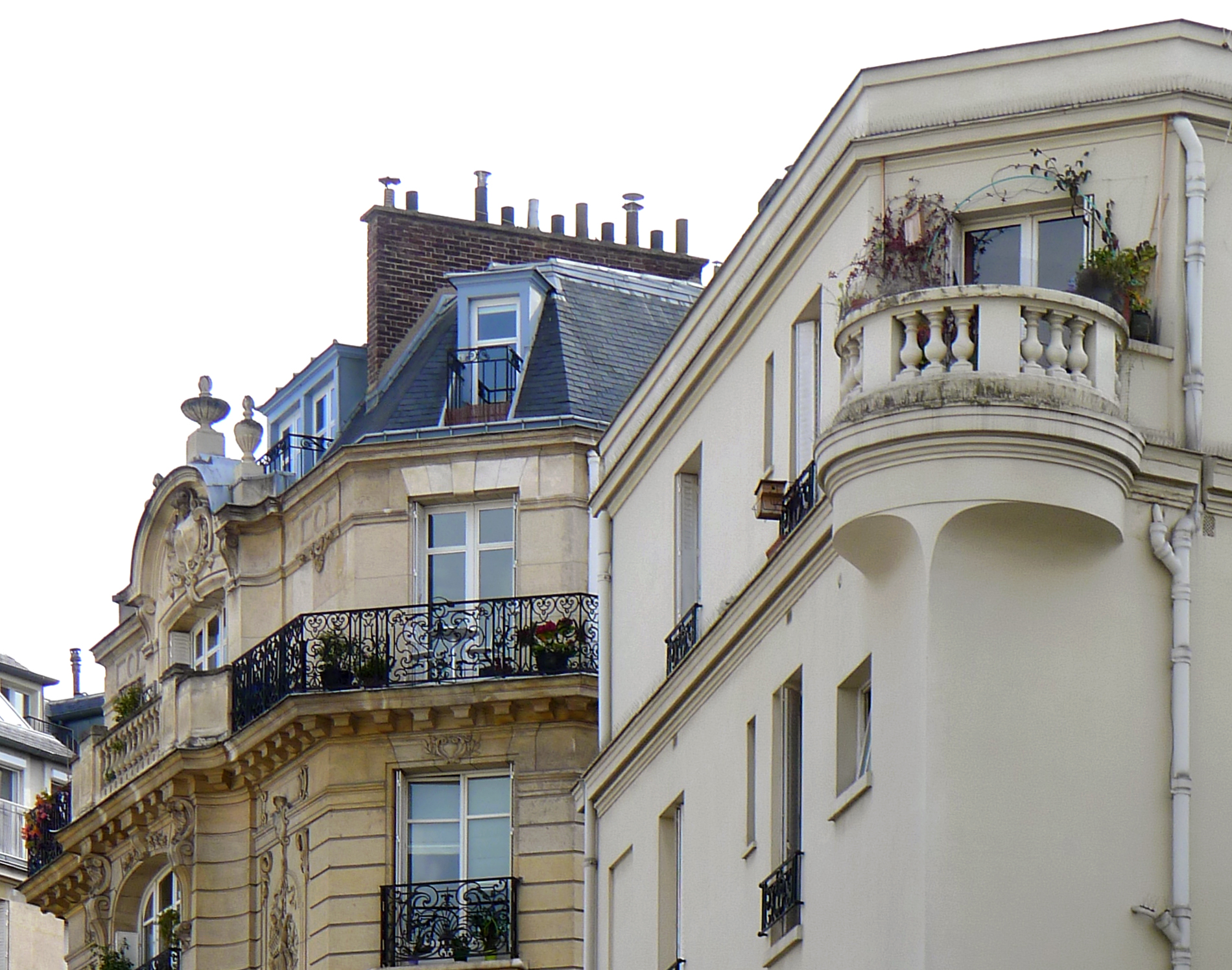
Balcons anciens et modernes (nos 82 et 80).

## Bâtiments remarquables et lieux de mémoire
- No 16 : maison diocésaine Saint-Louis du Diocèse aux armées françaises.
- No 17 : atelier Cognacq-Jay, lieu d’accueil pour les personnes malades du cancer[11]. D’un point de vue architectural, on peut remarquer la porte de style Louis-Philippe en plein cintre et les appuis de fenêtre en fer forgé au second étage[12]. Lieu de résidence du couple de collectionneurs américains Louise et Atherton Curtis (1903-1943).

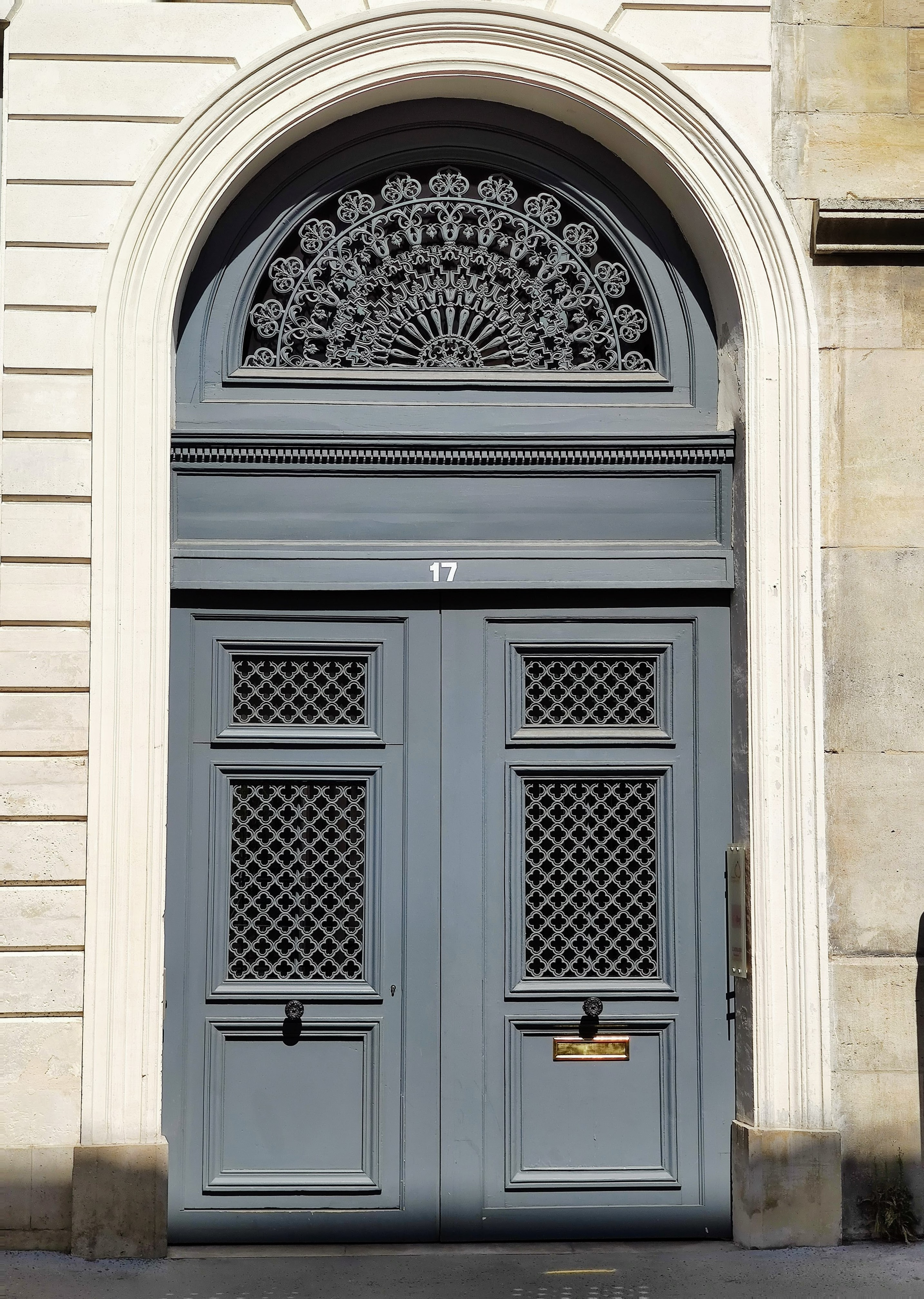
No 17.

- No 19 : ancien petit séminaire, établissement d'enseignement secondaire catholique (jusqu'en 1914)[13].
  - emplacement d'une maison où réside Sainte-Beuve en 1830[14] ;
- No 22 : collège Stanislas.
- No 27 (anciennement no 11) : Victor Hugo y vécut d'avril 1827 à février 1830. Maison détruite en 1904 par le percement du boulevard Raspail[15],[16].

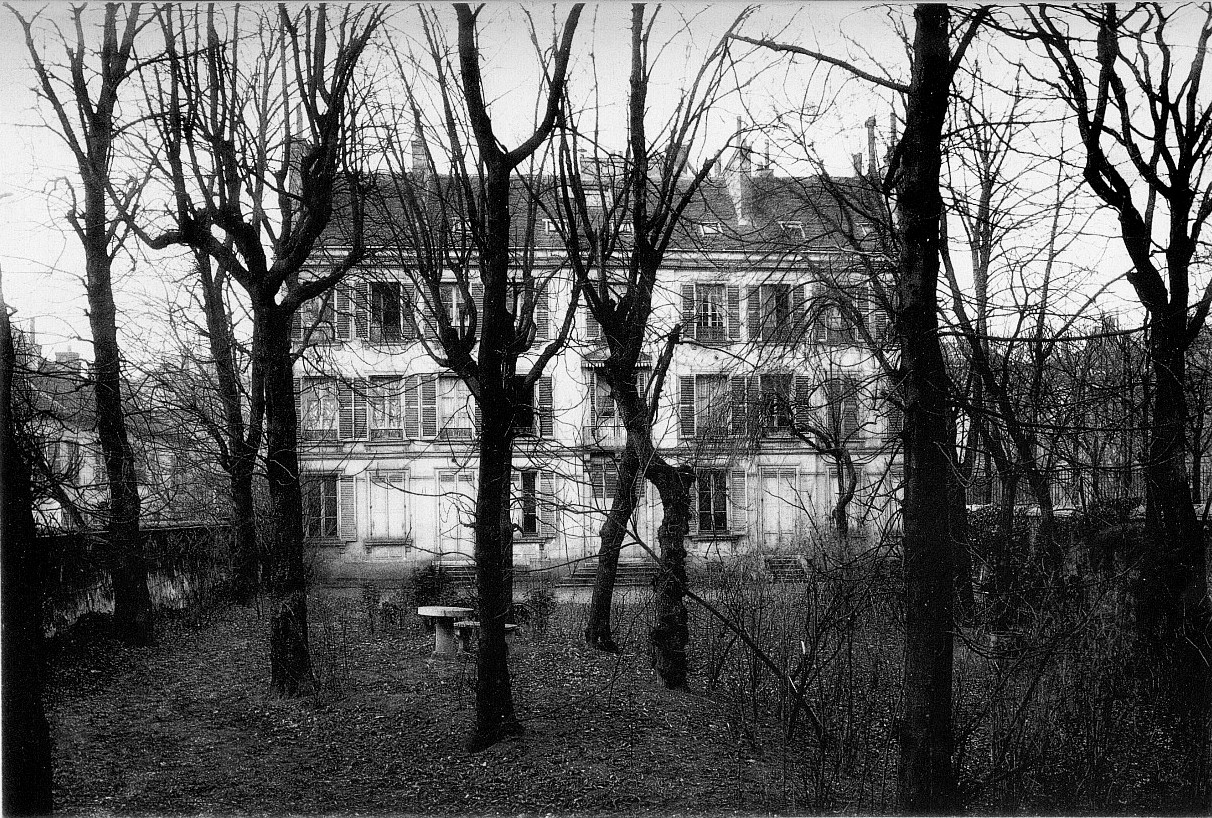
No 27 : ancienne maison de Victor Hugo avant sa destruction, en 1905.

- No 28 : le sculpteur Francis La Monaca y emménage en 1911[17].

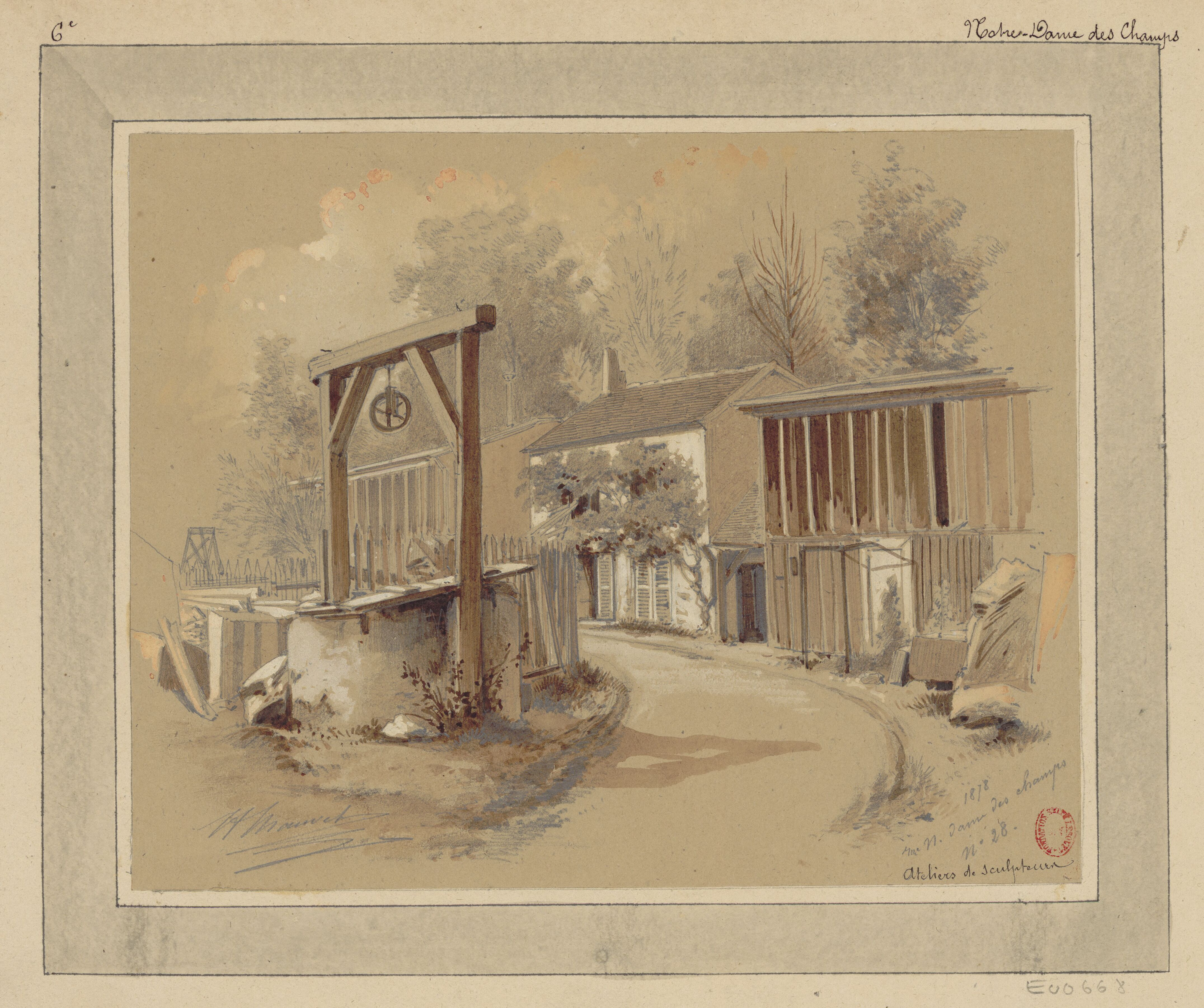
No 28 : les ateliers de sculpteurs en 1878 (dessin de Jules-Adolphe Chauvet).

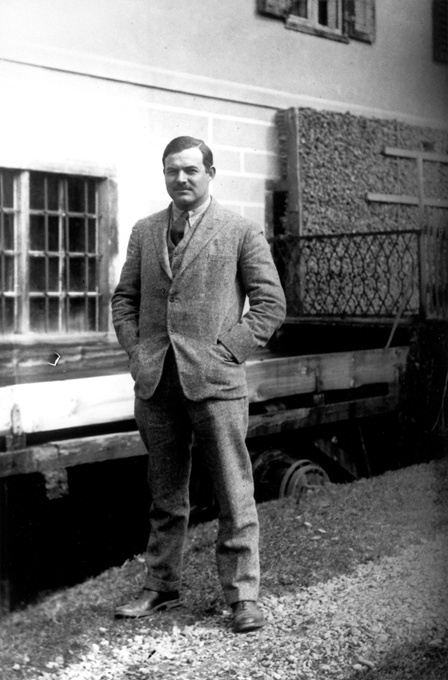
Ernest Hemingway devant le 113, rue Notre-Dame-des-Champs en 1924.

- No 34 : atelier d'Auguste Renoir de 1871[18] à 1873[19].
- No 35 : Institut de formation de l'enseignement catholique (ISFEC).
- No 53 : en 1867, cette adresse est la demeure du peintre François Henri Alexandre Lafond[20] (1815-1901), qu'il quitte l'année suivante pour l'école des beaux-arts de Limoges, où il est nommé professeur, puis directeur l'année suivante. Il y reviendra en quittant Limoges de 1874 à sa mort en 1901. En 1870, Paul Cézanne séjourne dans la maison qui est alors à cette adresse[21]. Depuis 1977, on y trouve le centre culturel Lucernaire[22].
- No 56 : le peintre Paul Baudry y avait un atelier mais il est mort dans un petit hôtel situé au no 70 de la même rue[23].
- Nos 57-71 (et 17, rue Vavin) : ensemble de bâtiments appartenant au groupe scolaire Notre-Dame de Sion Paris - Sainte-Marie. Les bâtiments sur rue datent de 1973. Le complexe comprend :
  - au no 61 : école Sainte-Marie et collège-lycée Notre-Dame de Sion ; l'établissement communique par une grande cour avec l'internat et le foyer Notre-Dame de Sion et l'auditorium Notre-Dame de Sion, dont l'accès principal commun se situe à l'extrémité de avenue Vavin, au no 11, qui se termine en impasse.
À cette adresse est fondée en 1853 la maison mère de la congrégation de Notre-Dame de Sion. Les bâtiments du groupe scolaire sont reconstruits dans les années 1970. En 1976, il passe sous tutelle diocésaine. Il devient mixte au cours des années 1990[24],[25].
  - au no 68 : l'ancienne maison-mère[26] de la congrégation de Notre-Dame de Sion, où Sœur Emmanuelle est entrée en 1931 et a découvert sa vocation[27] (l'Allée Sœur-Emmanuelle se situe à proximité, sur le boulevard Raspail).
- Nos 70 et 70 bis :
  - Jean-Léon Gérôme y demeure en 1861[28] ;
  - Gustave Brion, peintre[29] ;
  - Louis Frédéric Schützenberger, peintre[30] ;
  - Paul Baudry y meurt en 1886[23] ;
  - Ezra Pound, en 1921[31] ;
  - Claude Cahun et Suzanne Malherbe, de 1923 à 1937[32] (l'allée Claude-Cahun-Marcel-Moore se situe près de la rue Notre-Dame-des-Champs[33]) ;
  - no 70 bis : Georges A. L. Boisselier, peintre[34].

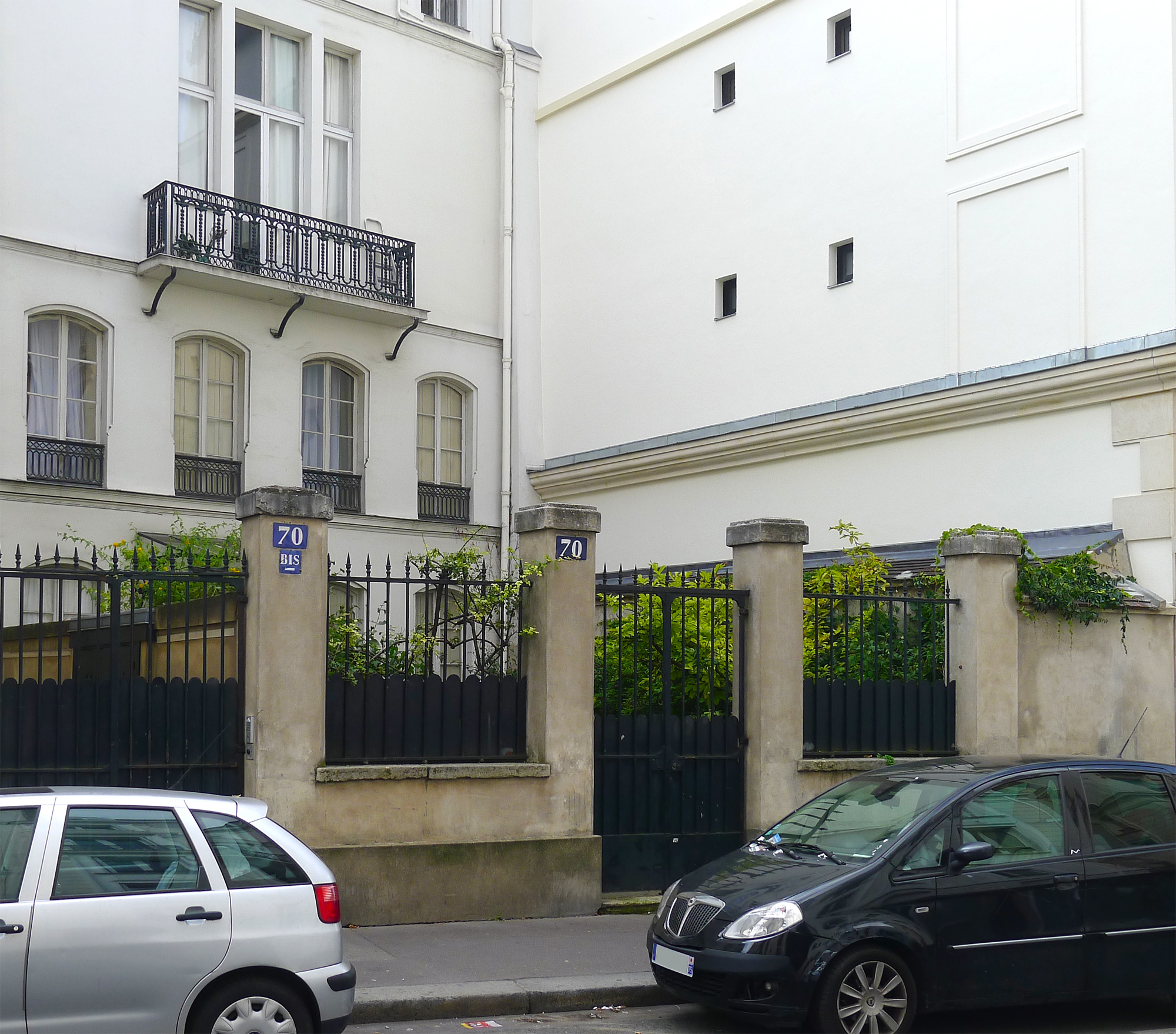
Nos 70 et 70 bis.

- - No 72 : atelier du peintre Bertrand Mogniat-Duclos[35].
- No 73 : 
  - à cette adresse se trouve de 1898 à 1943 le cours ou atelier Canard[36], école d’art privée préparant au concours d’entrée aux Arts-déco. Il est dirigé par le professeur de dessin Paul Canard (1867-1946), qui est également, pendant la Première Guerre mondiale, le directeur de publication d’une revue nommée La Gazette des Arts déco, dont le siège se trouve également au no 73 de la rue[37]. Le cours Canard a parmi ses élèves le réalisateur Claude Autant-Lara[38], à la fin des années 1910, le peintre Rex Barrat, en 1930, et le comédien Jacques Fabbri[39], en 1945.
  - le marchand d'art Wilhelm Uhde y ouvre une galerie[40] entre 1908 et 1910. Il y expose, entre autres, Henri Rousseau, Marie Laurencin, Sonia Delaunay, Georges Braque, André Derain, Raoul Dufy, Jean Metzinger, Pablo Picasso, Jules Pascin[41] ;
  - Maurice Le Liepvre (1848-1897), peintre[42] ;
  - John Singer Sargent (1856-1925), peintre[43],[44] ;
  - Jean-Paul Laurens (1838-1921), peintre et sculpteur[45] ;
  - atelier du peintre Othon Friesz, de 1914 à 1949[46] ;
  - André Salmon, écrivain[47].
- Au fond du passage séparant le no 73 et le no 75 se trouve un hôtel particulier qui sert de résidence à plusieurs peintres au XIXe siècle. Le peintre Emmanuel Mané-Katz (1894-1962) en est le propriétaire en son temps[36].
- No 75 : le peintre William Bouguereau y fait construire en 1867 un hôtel particulier[48] de style néo-classique par l’architecte Jean-Louis Pascal[12]. On peut remarquer au-dessus de la porte d’entrée le chiffre WB, initiales du peintre. L'appartement des peintres américaines Elizabeth Gardner et Imogene Robinson Morell se trouve dans la même rue. Elizabeth Gardner deviendra ensuite la femme de William Bouguereau[49]. Le sculpteur Augustin-Jean Moreau-Vauthier y est mort en 1893.
- No 76 : Romain Rolland y emménage en 1892 avec sa première épouse, Clotilde Bréal[50].
- No 82 : immeuble édifié en 1904-1905 par l'architecte Constant Lemaire ; les sculptures sont de Louis Hollweck[51].
- No 83 : l'écrivain Manès Sperber y vécut de 1972 à sa mort en 1984[52].
- No 84 : ici s'ouvrit à la fin des années 1880 l'académie Delécluse formant des artistes peintres[53].
- No 86 :
  - atelier du peintre américain James McNeill Whistler de 1892 à 1902[54] ;
  - le peintre Max Beckmann (1884-1950) y a eu un atelier à partir de 1903[55] ;
  - les sculptrices Jane Poupelet et Anna Coleman Ladd y eurent un atelier de fabrication de masques destinés aux gueules cassées, le Studio for Portrait Masks (fin 1917-fin 1920) ;
  - atelier de Fernand Léger[56]. Il y fonde l'Académie Moderne dite Académie de l'art moderne en 1924 avec Amédée Ozenfant (1886-1966), où ce dernier enseignera jusqu'en 1928, laquelle deviendra l'Académie de l'art contemporain en 1934[57] ;
  - le peintre fresquiste Marcel-Lenoir y emménage en 1928[58].
- Nos 89 à 95 (impairs) et nos 14 à 18 (pairs) rue Joseph-Bara : école maternelle et élémentaire Sainte-Marie, appartenant au groupe scolaire Congrégation de Notre-Dame de Sion-Paris-Sainte-Marie. École fondée en 1848 rue Joseph-Bara (alors « passage Laurette »), accès principal au no 93.
- No 96 (et 143, boulevard du Montparnasse) : Charles Champigneulle, maître-verrier, a installé à cet emplacement en 1881 l'atelier parisien de la célèbre verrerie de Bar-le-Duc[59]. Le bâtiment industriel en pierre et verrières a été remplacé en 1939 par un immeuble de rapport construit par l’architecte Joseph Madeline[12].
- No 105 : atelier de sculpture de Georges Saupique[60].
- No 107-109 : école élémentaire Sainte-Marie  -  École alsacienne.
- No 111 : domicile de Madame Claudel, arrivée en avril 1881 à Paris avec ses trois enfants adolescents et d'abord installée pendant quelques mois non loin, au 4e étage du no 135 bis boulevard du Montparnasse. Les deux adresses sont proches de l'Académie Colarossi où l'aînée Camille Claudel (16 ans) intègre la classe de sculpture en 1881, et à un quart d'heure de marche du lycée Louis-le-Grand fréquenté par Paul Claudel (12 ans). En 1882, Camille trouve un atelier à louer au no 117[61],[62] (voir ci-dessous).
- No 113 : Ernest Hemingway de 1924 à 1926[63].
- No 115 : le peintre Marcel-Lenoir fonde en 1920 son Institut d'esthétique contemporaine dans son atelier. Il y réside jusqu'en 1928, puis s'installe au no 86 de la même rue[58] ;

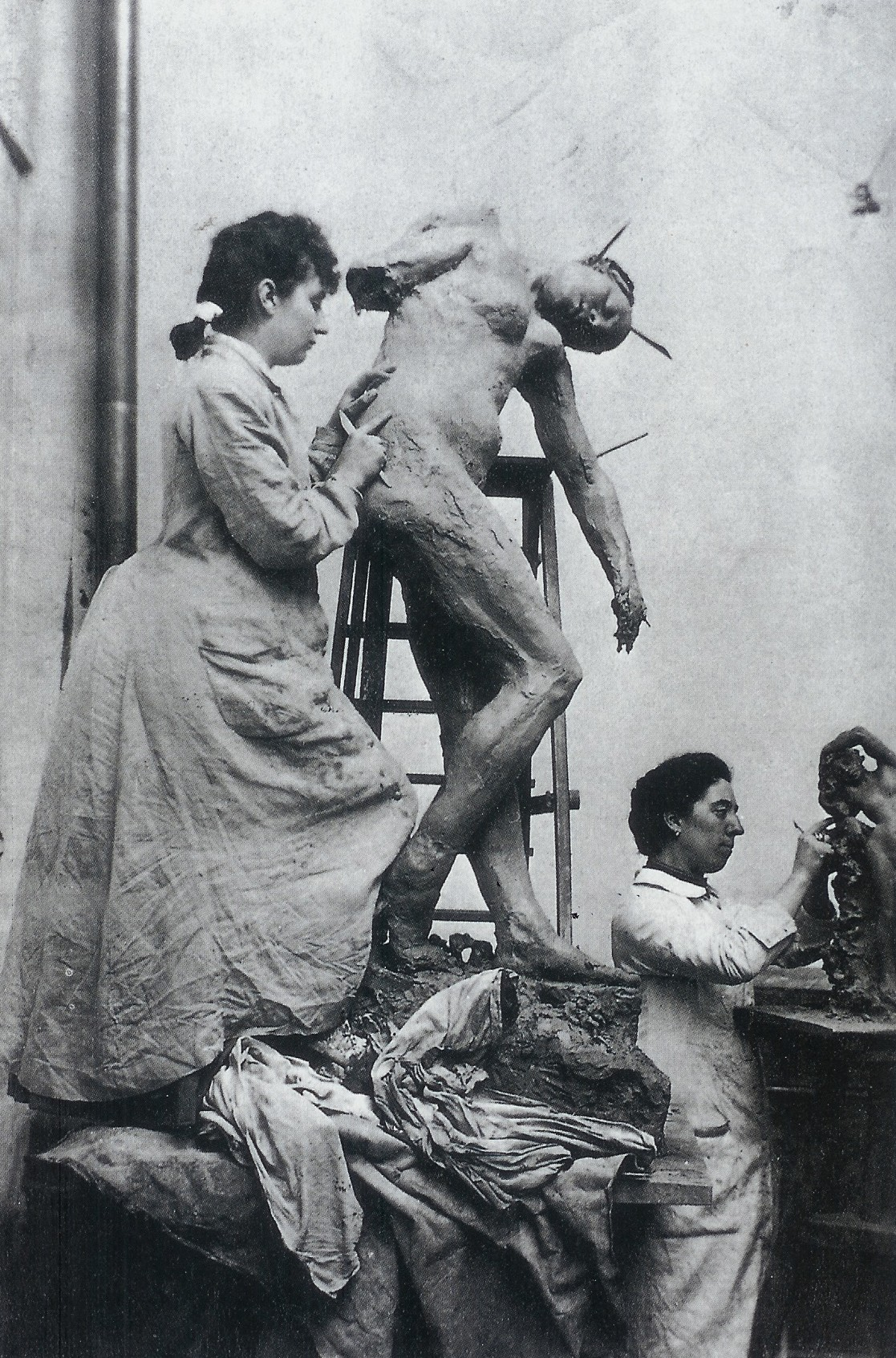
Camille Claudel et Jessie Lipscomb dans leur atelier au 117, rue Notre-Dame-des-Champs, en 1887.

- No 115 : en souterrain de cette parcelle se trouve un abri de défense passive datant de la Seconde Guerre mondiale. La communication avec l'immeuble est aujourd'hui obstruée mais l'accès par les carrières est toujours possible. Dans l'usage, il porte le nom d'« abri FACO », en référence à l'établissement d'enseignement qui occupe la surface depuis la fin des années 1970.
Après le porche on trouve trois niveaux d’ateliers sur cour[12].
  - Camille Claudel y loue un atelier dès 1882 avec d'autres jeunes sculptrices de son âge, dont Jessie Lipscomb[64], qui est accueillie en pension dans l'appartement familial des Claudel, situé à quelques pas, au no 111 (voir ci-dessus) ;
  - la peintre Eugénie Salanson y réside de 1888 à 1912[65] ;
  - le peintre Bernard Mandeville y demeure[66] ;
  - le peintre Alfred Garcement (1842-1927) y habite en 1899[67].
- No 128 (également 171, boulevard du Montparnasse et 20, avenue de l’Observatoire) : immeuble de rapport construit en 1903 par l’architecte F. Gayaudon. On y trouve le restaurant La Closerie des Lilas[12].
- Place Pierre-Lafue

### Emplacements non localisés
- (anciennement no 45) atelier du peintre Achille Devéria[68] (1800-1857). Cette maison avait deux entrées. La seconde, se trouvait au no 38 de l'ancienne rue de l'Ouest[69]. Victor Hugo, Alexandre Dumas (père), Prosper Mérimée, Franz Liszt et de nombreux autres artistes et écrivains viennent dans son atelier pour se faire immortaliser. Un portrait d'Honoré de Balzac jeune homme (1825) lui est attribué[69]. Alfred de Musset y déclama ses premiers vers.
- (anciennement no 25) atelier du peintre Eugène Devéria[68] (1805-1865).
- atelier du sculpteur Georges Nadal.
- atelier du peintre Rylsky (1901-1970).
- atelier du peintre Charles Gleyre (1806-1874)[70], qui fut fréquenté par de nombreux autres peintres, tels Bazille, Monet, Renoir, Sisley et Franc-Lamy[71]. L’adresse exacte de cet atelier est incertaine et varie selon les sources[72].
- atelier du peintre Octave Tassaert (vers 1825)[73] ;
- les verriers et les sculpteurs des Ateliers d'art sacré y sont regroupés entre les deux guerres. On peut citer Marguerite Huré ou Albert Dubos[74].
- siège du Centre quaker de 1945 à 1962, auparavant situé 12 rue Guy-de-la-Brosse, et qui déménage ensuite 114 rue de Vaugirard[75].
- sous l'Occupation allemande, le monastère Notre-Dame-de-Sion que dirige Théomir Devaux rue Notre-Dame-des-Champs sert « de plate-forme et d’escale dans le transit entre la légalité et le camouflage pour des centaines d’enfants juifs »[76].

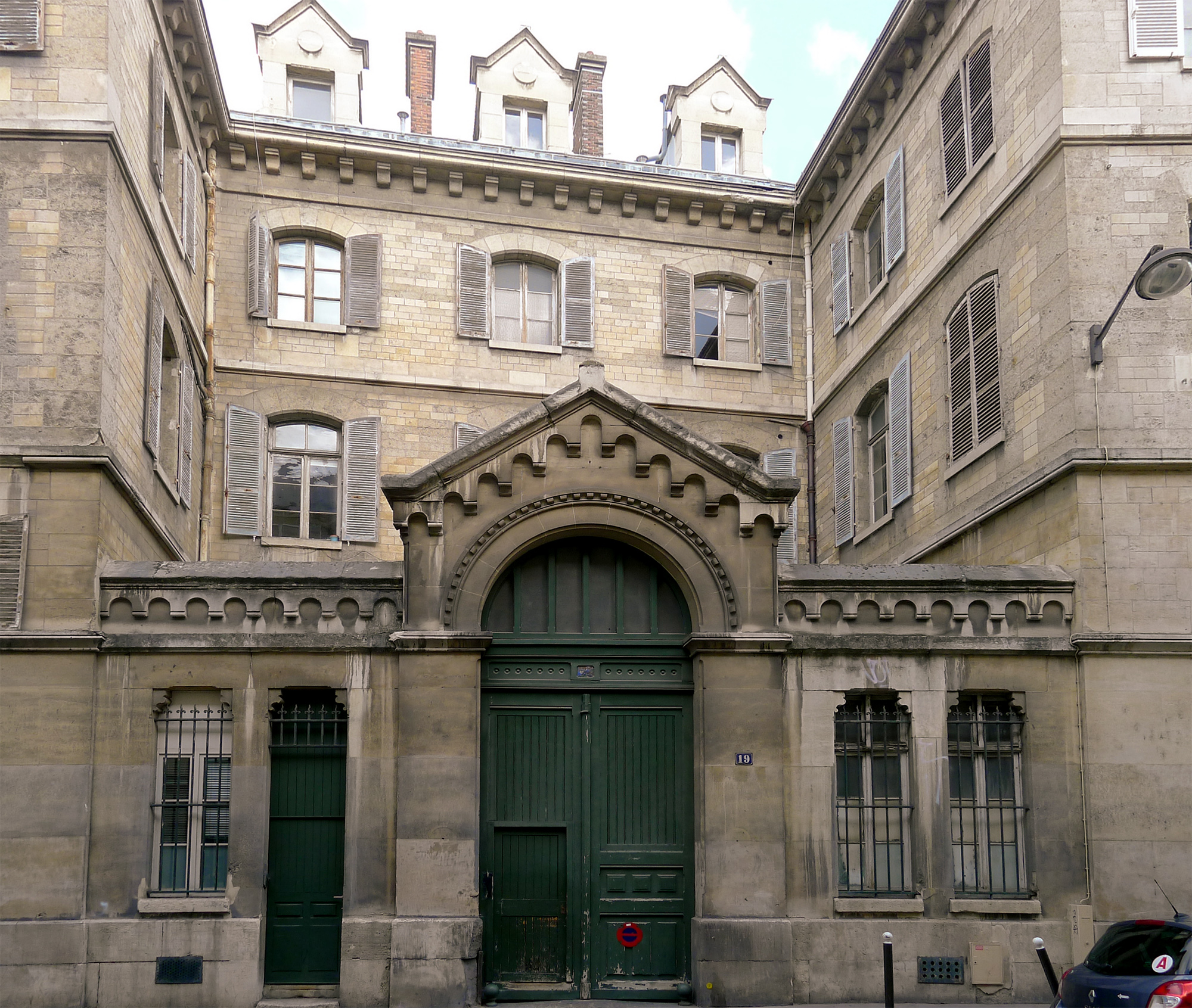
Façade du no 19 (ancien petit séminaire catholique).
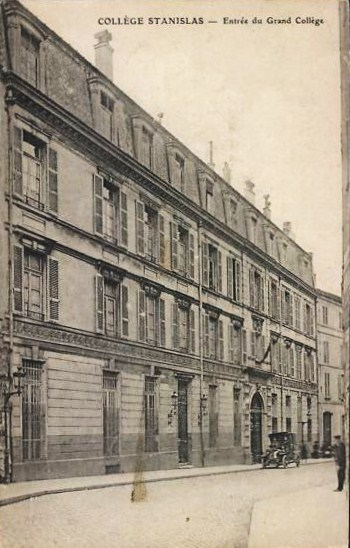
Collège Stanislas, au no 22.
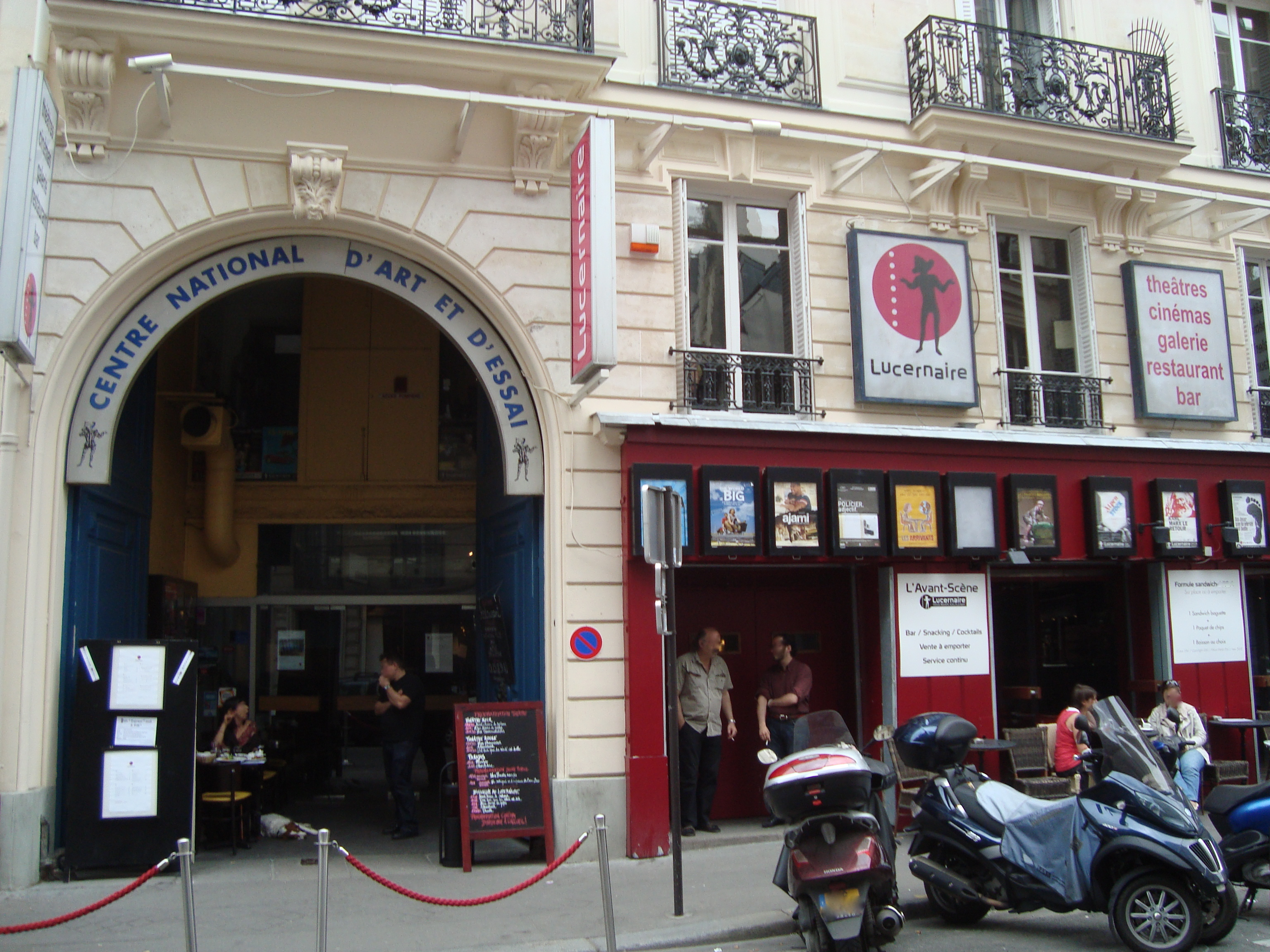
Le Lucernaire, au no 53.
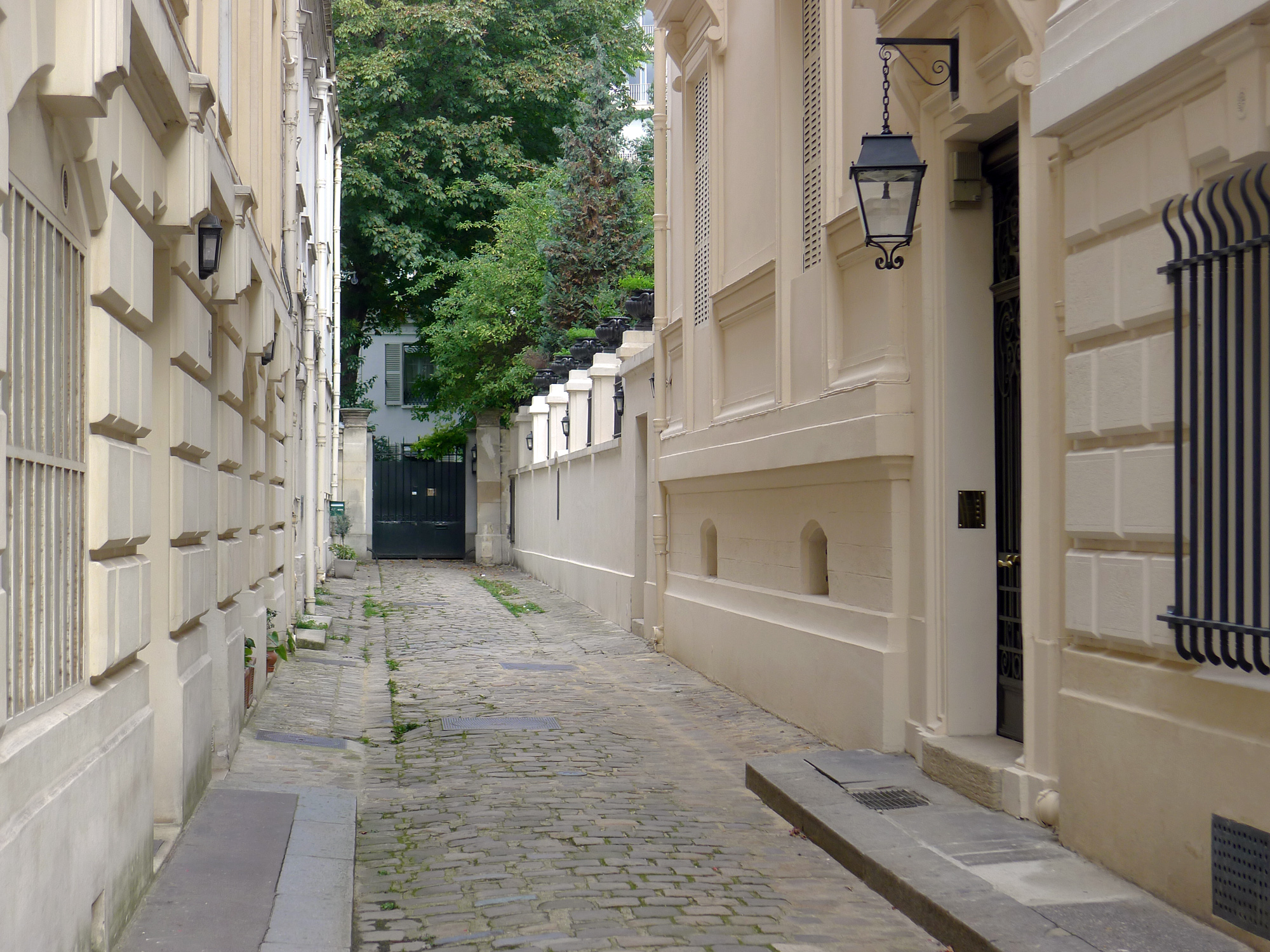
Passage privé des nos 73-75.
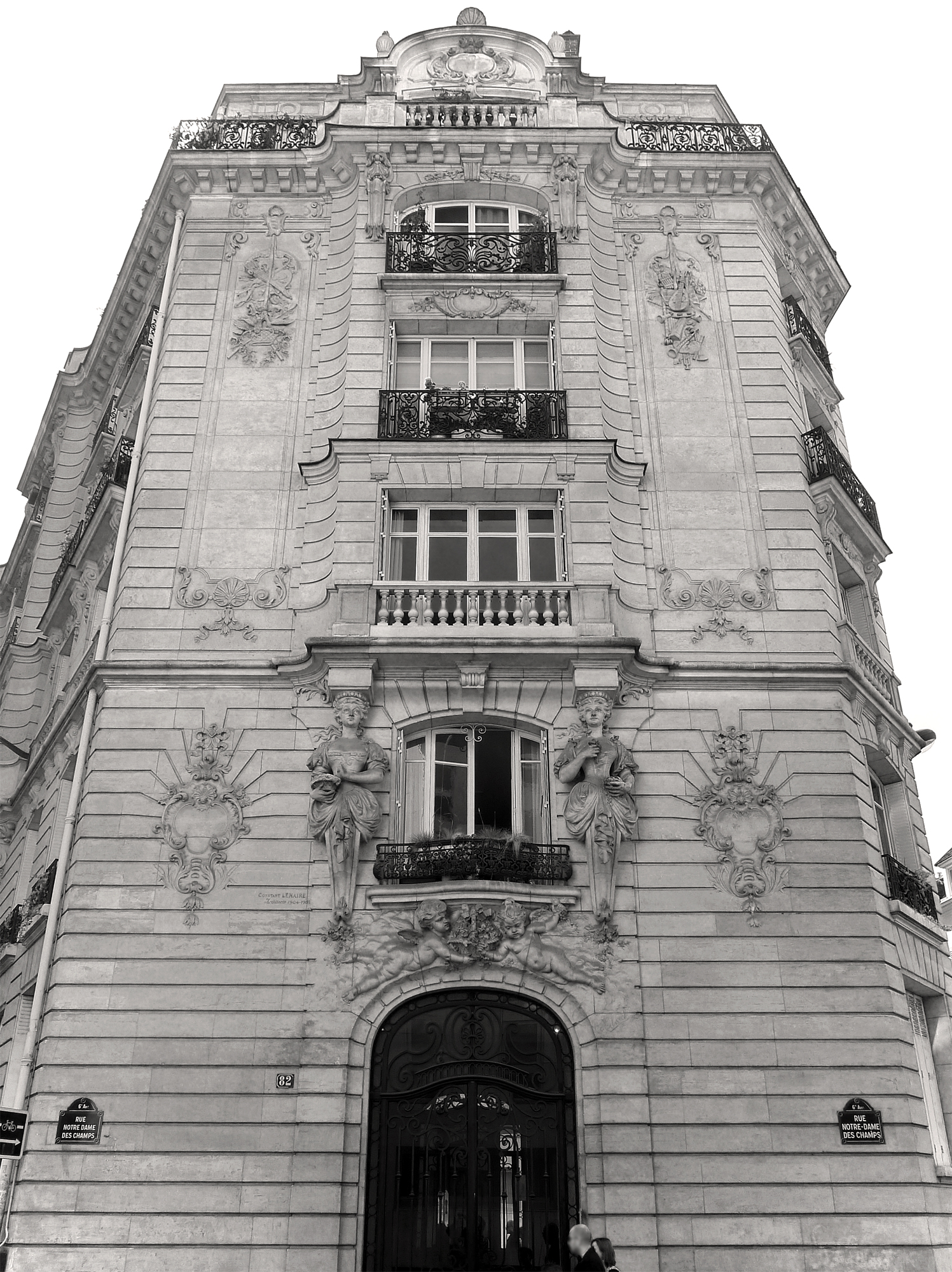
Façade du no 82.
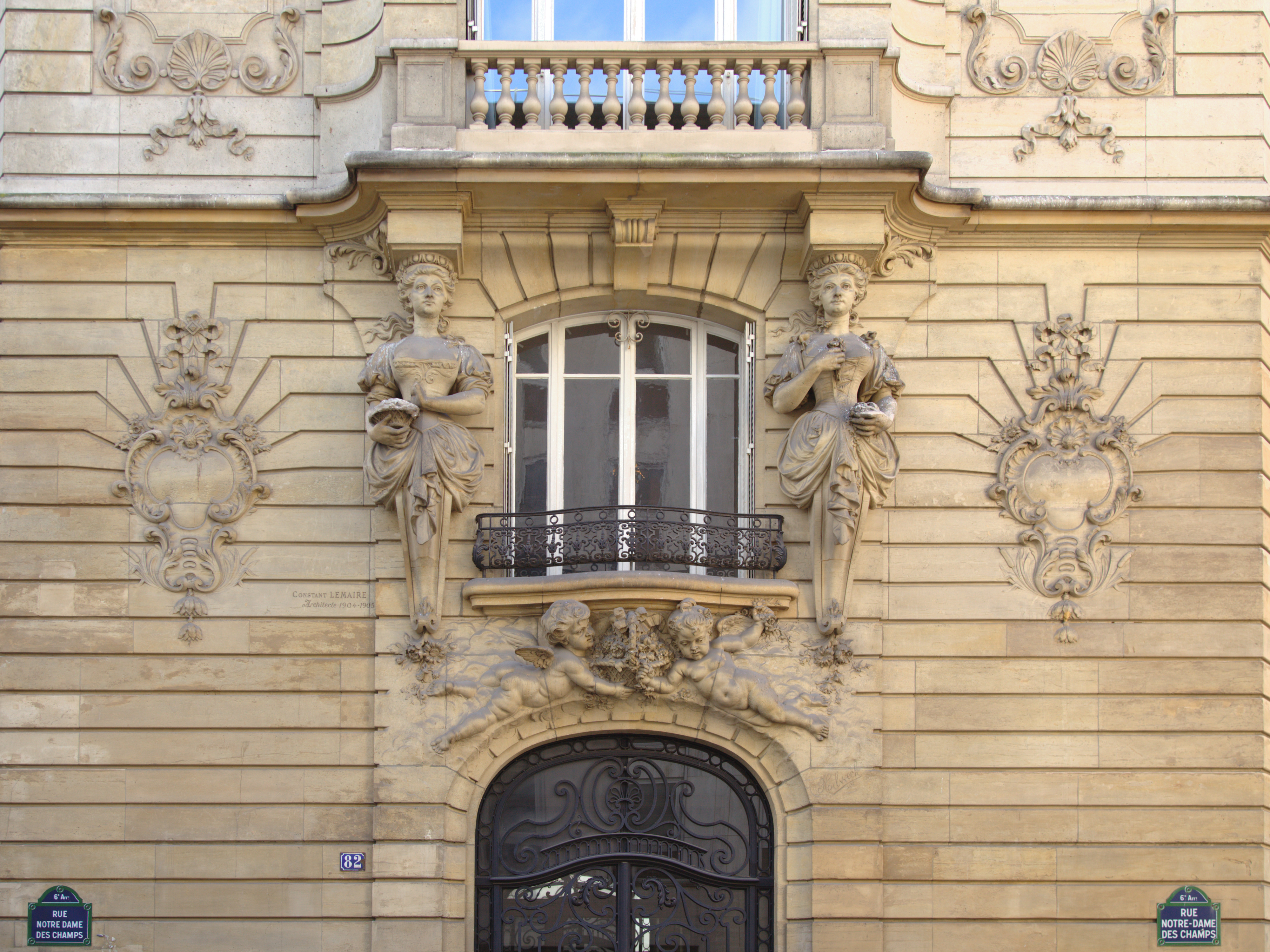
Façade du no 82 (détail).
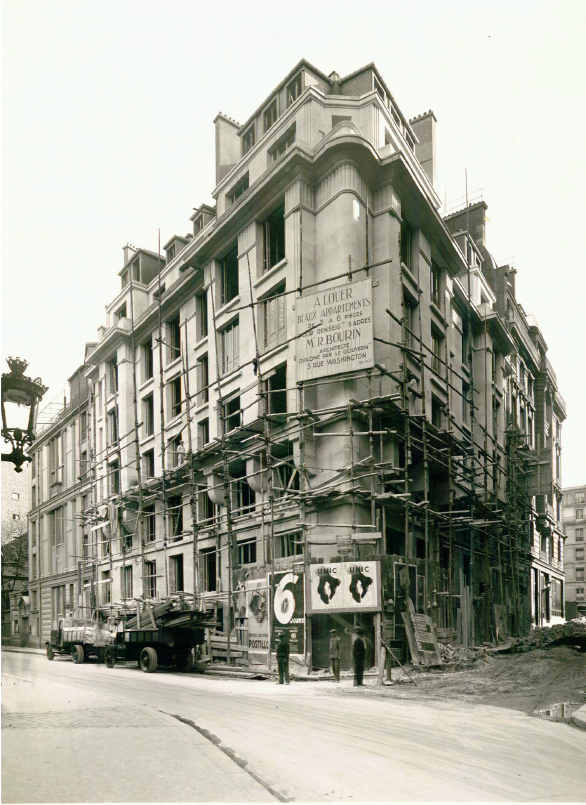
Immeuble du no 84 pendant sa construction.
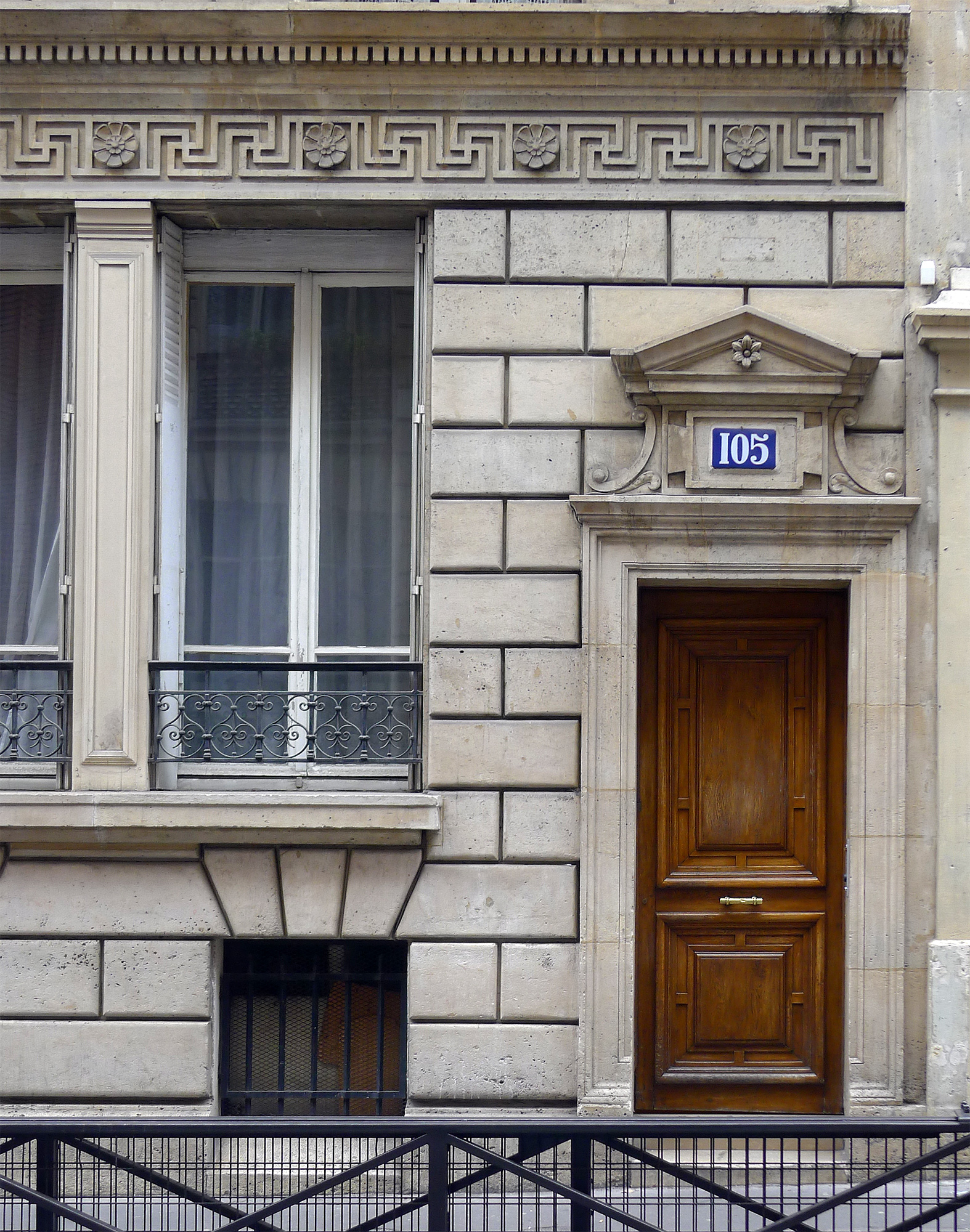
Rez-de-chaussée de l'atelier du no 105.
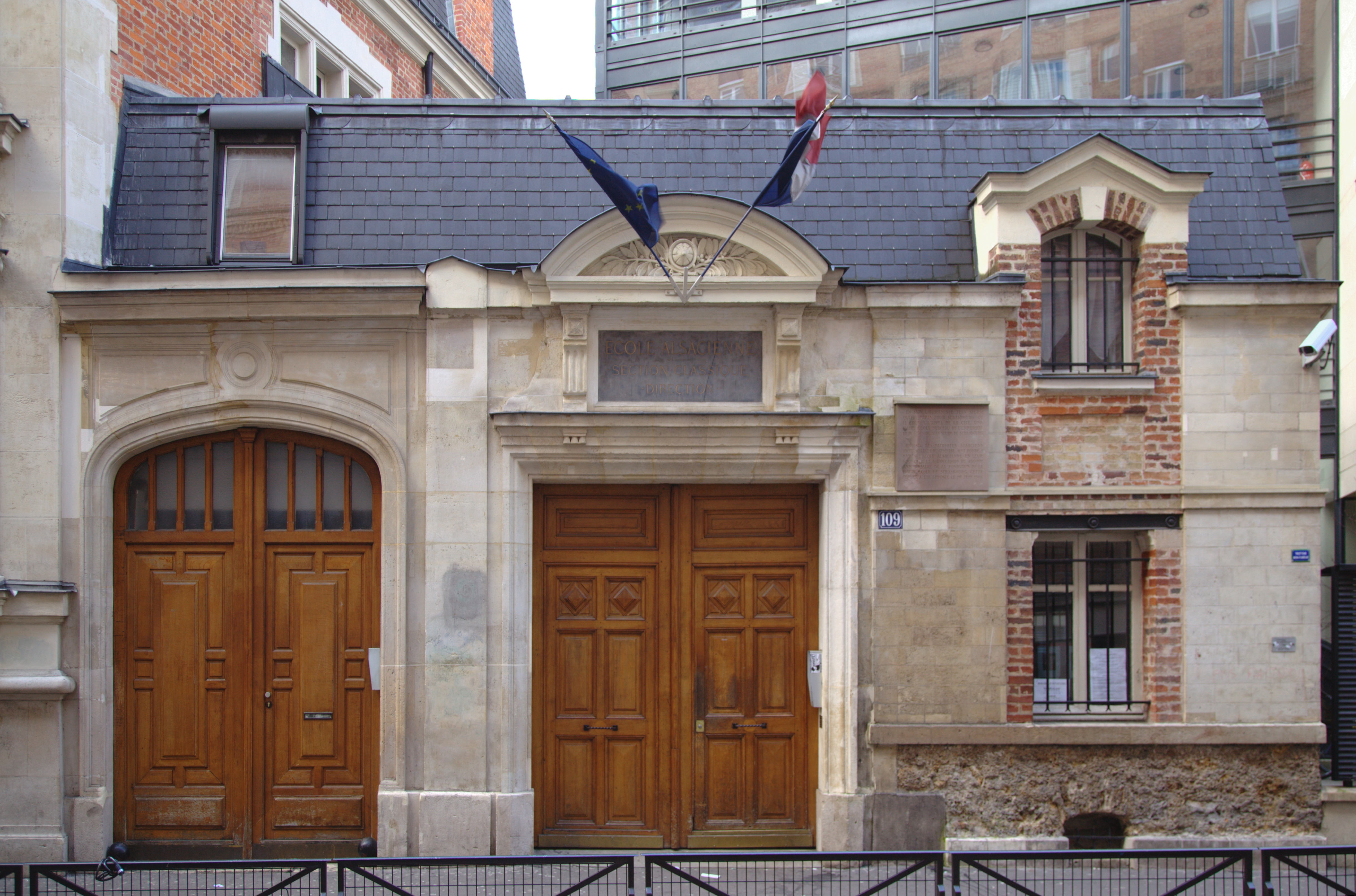
Entrée de l'École alsacienne, au no 109.
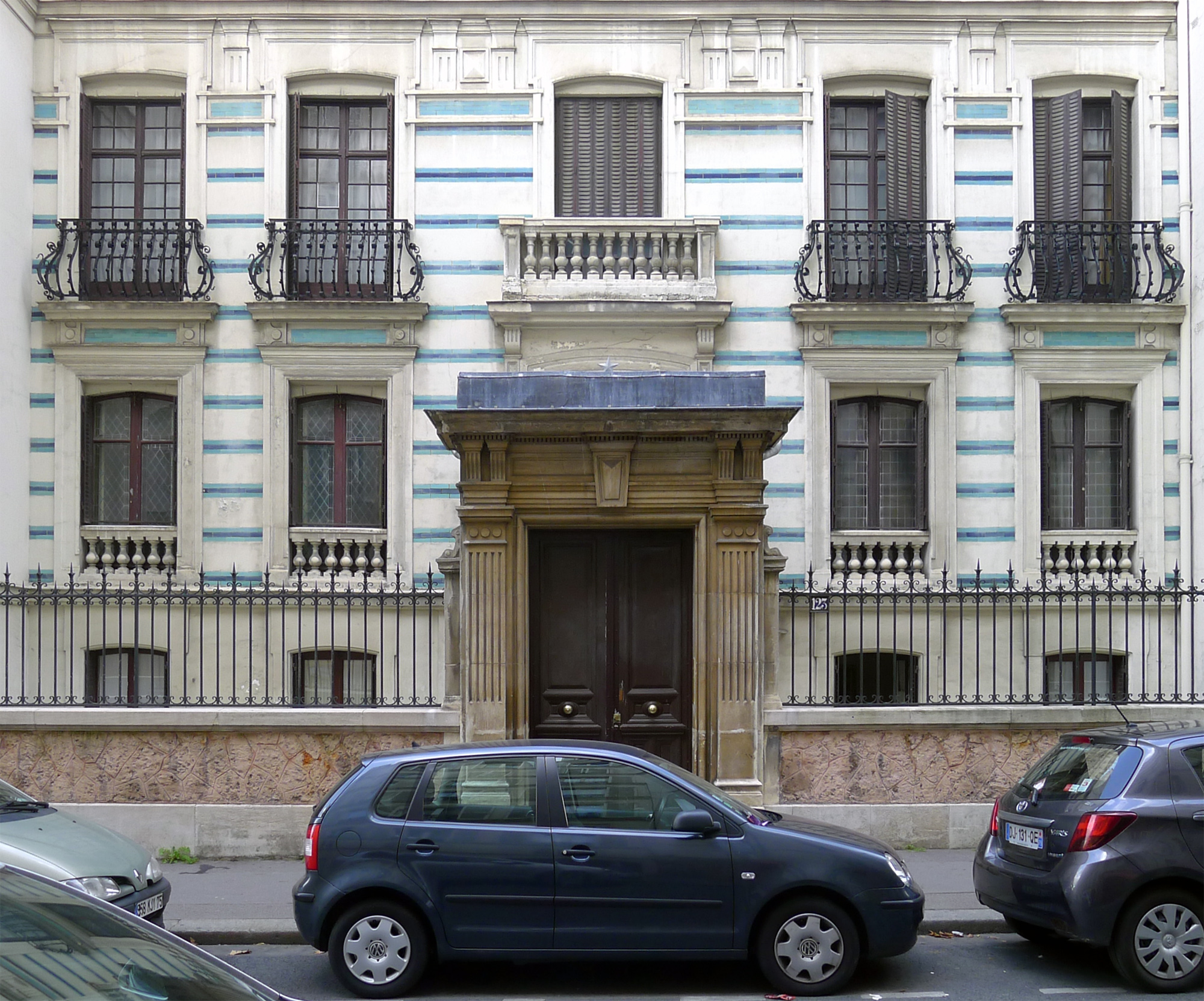
Façade du no 125.

### Plaques

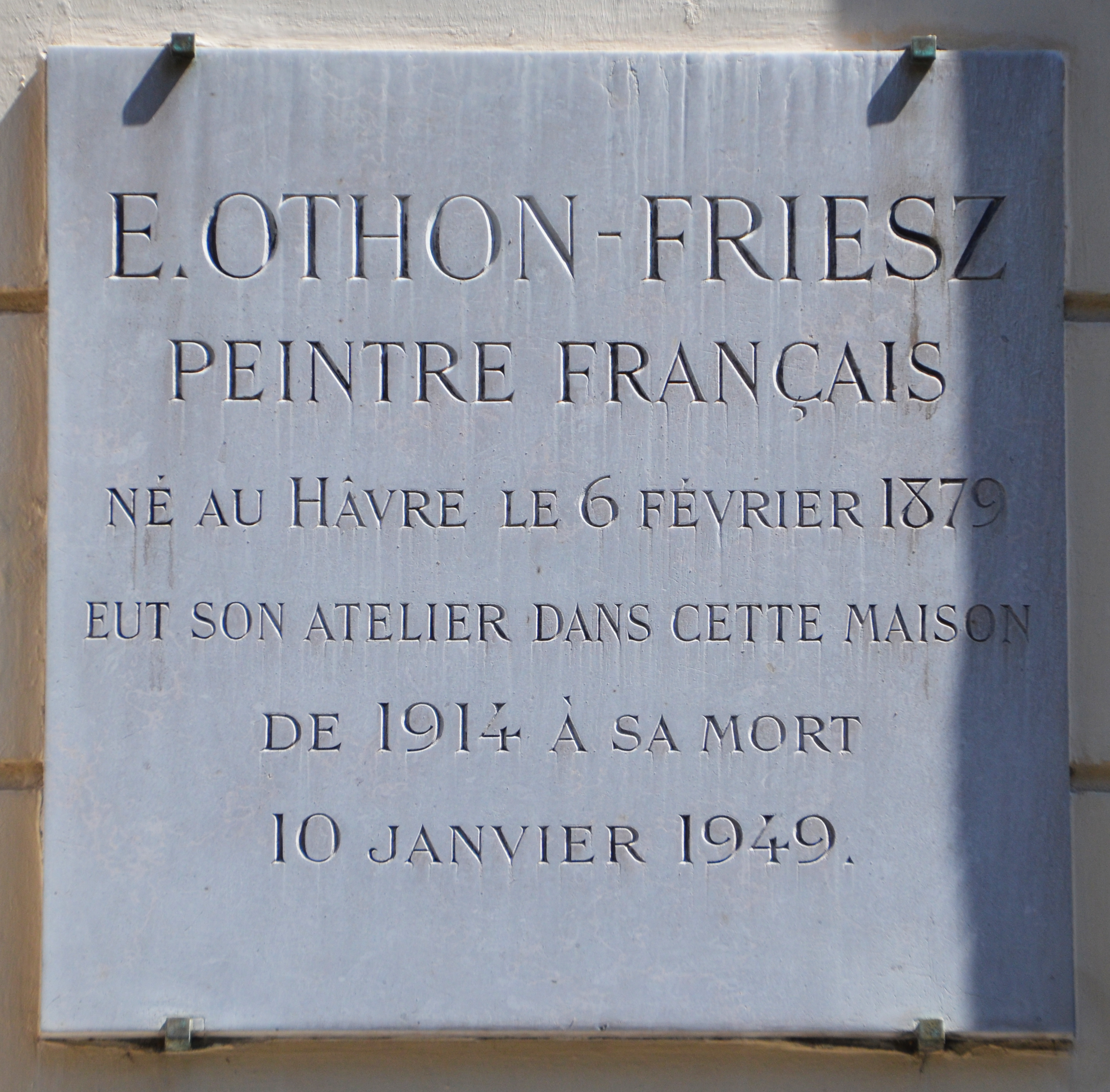
Plaque au no 73.
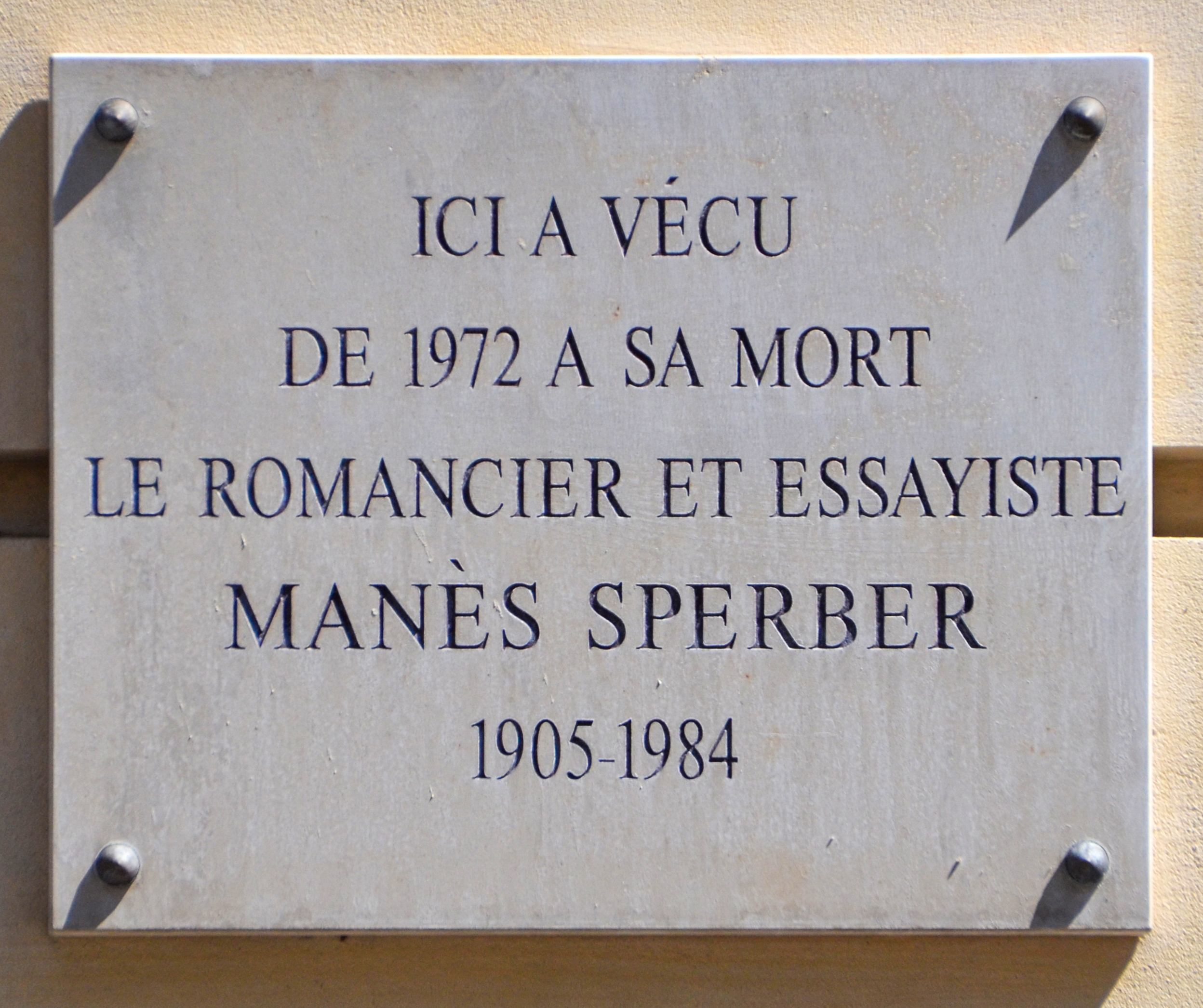
Plaque au no 83.

### Dans la littérature
Dans le deuxième épisode du roman L'Envers de l'histoire contemporaine par Honoré de Balzac, Godefroid est envoyé vers l'an 1839 par la société des Frères de la consolation dans une maison de la rue Notre-Dame-des-Champs qui donne sur le boulevard du Montparnasse, où loge la famille du Monsieur Bernard :

« Arrivé rue Notre-Dame-des-Champs, dans la partie aboutissant à la rue de l’Ouest, qui, ni l’une ni l’autre, n’étaient encore pavées à cette époque, il fut surpris de trouver de tels bourbiers dans un endroit si magnifique. On ne marchait alors que le long des enceintes en planches qui bordaient des jardins marécageux, ou le long des maisons, par d’étroits sentiers bientôt gagnés par des eaux stagnantes, qui les convertissaient en ruisseaux. »

Dans Le Roi en jaune (1895) de Robert W. Chambers, l'une des nouvelles s'intitule La Rue Notre-Dame-des-Champs et débute ainsi :

« La rue n'est pas élégante, pas plus qu'elle n'est misérable. C'est une paria parmi les rues - une rue sans quartier. On considère généralement qu'elle s’étend en dehors du domaine de l'aristocratie avenue de l'Observatoire. Les étudiants du quartier Montparnasse la trouvent bourgeoise et refusent d'avoir affaire avec elle. Le Quartier latin, depuis le Luxembourg qui en constitue la frontière nord, méprise sa respectabilité et regarde défavorablement les étudiants bien habillés qui la fréquentent. Peu d'étrangers s'y rendent. À certains moments cependant, les étudiants du Quartier latin l'empruntent pour passer de la rue de Rennes au Bullier, mais en dehors d’eux, et des parents et tuteurs rendant leur visite hebdomadaire au couvent proche de la rue Vavin, la rue Notre-Dame-des-Champs est aussi calme que le boulevard de Passy. Sa portion la plus respectable est sans doute celle qui s'étend de la rue de la Grande-Chaumière à la rue Vavin ; c'est du moins la conclusion à laquelle était arrivé le révérend Joel Byram, tandis qu'il la parcourait en compagnie de Hastings. »